# GNewSense
gNewSense est une distribution du système d'exploitation GNU/Linux, constituée exclusivement de logiciels libres. Le projet est soutenu financièrement par la Fondation pour le logiciel libre depuis son lancement en mai 2006.

## Historique
gNewSense était fondée sur Ubuntu, depuis son lancement par deux développeurs irlandais, Brian Brazil et Paul O'Malley, puis sur Debian depuis août 2013.

### Origine
L'origine de gNewSense provient en fait d'une rencontre entre Richard Stallman et Mark Shuttleworth lors d'un colloque sur le logiciel libre, à l'occasion du sommet mondial sur la société de l'information de Tunis, en novembre 2005. Le développement du projet Ubuntu s'organise alors autour du portail Launchpad, propriété de la société Canonical. La discussion s'orienta vers les travaux de Paul O'Malley, plus particulièrement sur la création du canal #gnubuntu sur freenode.
Shuttleworth lança l'idée d'un dérivé gnubuntu au projet Ubuntu, mais sans succès auprès de la communauté. O'Malley orienta alors ses travaux vers un nouveau canal, qu'il nomma #ubuntu-libre, toujours sans succès. En mai 2006, les deux irlandais s'accordèrent enfin avec Stallman sur le lancement d'une nouvelle distribution baptisée gNewSense.
Brian Brazil et Paul O'Malley se sont retirés du projet en 2009, après trois années de développement et l'amorce réussie du projet communautaire.

### Évolution
Le projet évolue en août 2013 en se basant non plus sur Ubuntu, mais sur Debian, et adopte à cette occasion un nouveau logo.

## Logiciels libres

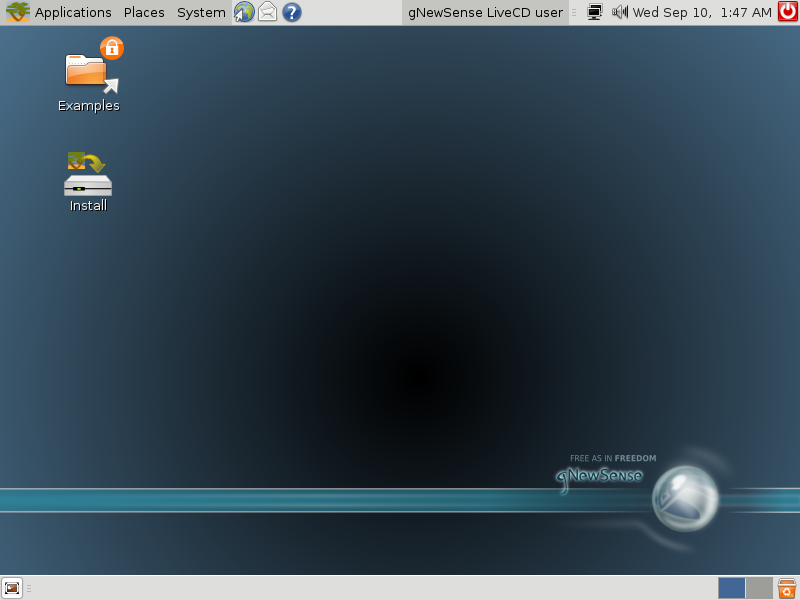
gNewSense 2.1

Ce projet intègre dans son fonctionnement les principes énoncés par la Fondation pour le logiciel libre pour la distribution du système GNU/Linux. Les propriétés du gestionnaire de paquets APT lui permettent de séparer les paquets en amont, et ainsi construire un référentiel de logiciels libres. On retrouve dans ce référentiel le noyau Linux-libre.